# Galatea (commedia)
Galatea o Gallathea è una commedia di John Lyly, messa in scena per la prima volta nel 1588 a Palace of Placentia davanti ad Elisabetta I d'Inghilterra e alla sua corte. La commedia, recitata dagli attori bambini della compagnia di St Paul, è ambientata in un bosco dello Lincolnshire sulle rive dello Humber, e ha per protagonisti fanciulle travestite da uomini, pastori, ninfee e divinità greche come Diana, Cupido e Nettuno. Il "cross-dressing" delle protagoniste, così come l'ambientazione silvana come luogo di confusione, sarà ripreso e sviluppato da Shakespeare in numerose commedie, come Sogno di una notte di mezza estate e Come vi piace.

## Trama
In un villaggio del Lincolnshire, Titiro racconta alla figlia Galatea la storia del loro villaggio, per la cui salvezza Nettuno richiede il sacrificio di una fanciulla ogni cinque anni, altrimenti inonderà il territorio. L'uomo racconta la storia alla figlia ai piedi della quarcia a cui le vittime vengono legate per essere poi portate via dal mostro Agar; per evitare questo fato alla figlia bella e virtuosa, Titiro le fa vestire abiti maschili e la fa nascondere nel bosco. Melibeo ha la stessa idea e per evitare il sacrificio alla figlia Fillide la manda nel bosco vestita da ragazzo. Intanto Cupido incontra una delle ninfe di Diana, la schermisce per la sua castità e decide di fare scherzi alla corte della dea della caccia, per mostrare loro cos'è l'amore ed il desiderio. Raffe, Robin e Dicke, figli del mugnaio, sono scampati a stento a un naufragio e vagano nel bosco, dove incontrano diversi personaggi. Prima incontrano un marinaio, poi un alchimista ed infine un astronomo, da cui apprendono nozioni sulle rispettive professioni. Raffe, il più astuto dei tre, impara rapidamente, ma si allontana in fretta da ciascuna professione, infastidito dagli oneri che comportano.
Fillide e Galatea si incontrano nel bosco ed entrambe cadono vittime del travestimento dell'altra; le due si presentano come Melibeo II e Titiro II e si innamorano l'una dell'altra. Cupido intanto entra nel bosco travestito da ninfa e lancia un incantesimo sulle fanciulle della compagnia di Diana. Fillide e Galatea sono invitate dalle ninfe di Diana ad unirsi a loro e le divinità boschive si innamorano dei due "giovani uomini": alcune di Fillide/Melibeo, altre di Titiro/Galatea. Nettuno si è accorto del fatto che alcuni uomini hanno nascosto le figlie del bosco ed entra nella foresta per fare giustizia. Insospettita dai nuovi sentimenti delle sue solitamente caste ninfe, Diana sospetta un'interferenza di Cupido, manda le sue ancelle a cercarlo e lo fa sua prigioniero. Fillide e Galatea diventano sempre più vicine e cominciano addirittura a sospettare che anche l'altra sia una donne travestita da uomo, a causa delle grandi somiglianze dei loro discorsi e figure retoriche utilizzate.
Diana costringe Cupido a spezzare l'incantesimo che ha fatto alle sue ninfe, ma intanto l'ansia per l'imminente sacrificio comincia a serpeggiare nel villaggio. Per sviare l'attenzione dalle rispettive figlie, Melibeo e Titiro cominciano a tessere le lodi l'uno della figlia dell'altro, per mettere in mostra quanto la figlia dell'altro sia più bella e casta della propria, rendendola quindi più papabile per il sacrificio. Ma entrambi gli uomini negano di avere una figlia e così gli abitanti del villaggio scelgono Ebe come vittima per il mostro Agar. La fanciulla lamenta il suo triste destino, ma quando viene legata alla quercia per il sacrificio il mostro non si presenta, negando l'offerta del villaggio. Ebe allora comincia a lamentarsi per il rifiuto del dio: se il sacrificio fosse avvenuto lei sarebbe stata ricordata per sempre come modello di bellezza e virtù.
Nettuno irrompe sulla scena, furioso per il raggiro dei pastori, e accusa Diana di essere coinvolta nel piano per defraudarlo del suo sacrificio. Le due divinità litigano, ma vengono interrotte da Venere, che accusa Diana di aver rapito suo figlio Cupido. Dopo una grande confusione, la verità viene finalmente rivelata e i personaggi stipulano una tregua: Nettuno non vorrà altri sacrifici umani e Fillide e Galatea scoprono di essere donne. La notizia le sconvolge, ma le due non smettono per questo di essere innamorate: Venere benedice la loro unione e decide di trasformare una delle due in un uomo per favorire il matrimonio. Arrivano sul palco anche Raffe, Robin e Dicke, che si offrono di leggere il futuro di tutti i presenti. Alla fine, anche i tre figli del mugnaio trovano lavoro e vengono assunti come menestrelli per il matrimonio di Galatea e Fillide.

## Origini

### Stampa
Una commedia intitolata Titirus and Galathea entrò nel Stationers' Register il 1º aprile 1585 e alcuni critici sostengono si tratti di una prima versione dell'opera di Lyly, dato che non ci sono altre informazioni su questa specifica commedia. La questione però è oggetto di dibattito, dato che Galatthea entrò nel Register il 4 ottobre 1591, insieme con altre due opere di Lyly, Endymion e Midas. La commedia fu stampata per la prima volta in quarto nel 1992, da John Charlwood per Joan Broome, la vedova del libraio William Broome, che aveva precedentemente stampato alle due opere teatrali di Lyly, Saffo e Faone e Campapse. La commedia fu ristampata nel 1632 nel volume Six Court Comedies, la prima raccolta dei lavori di Lyly.

### La prima rappresentazione
La prima rappresentazione della commedia andò in scena al Palace of Placentia di Greenwich il 1º gennaio 1588, di fronte alla regina Elisabetta I e alla sua corte. Il cast era composto dagli attori bambini della Children of Paul's.